# Systolomorpha nassaui
Systolomorpha nassaui är en stekelart som beskrevs av Girault 1925. Systolomorpha nassaui ingår i släktet Systolomorpha och familjen puppglanssteklar. Inga underarter finns listade i Catalogue of Life.